# Enquête en tête
Pour plus de détails, voir Fiche technique et Distribution.
Enquête en tête (Vibes) est un film américain réalisé par Ken Kwapis, sorti en 1988.

## Synopsis
Sylvia Pickel (Cyndi Lauper) est une médium-voyante en contact avec un guide spirituel nommé Louise. Elle a commencé à communiquer avec Louise après être tombée d'une échelle à l'âge de douze ans et restée dans le coma pendant deux semaines. Par la suite, Louise lui enseigna la projection astrale alors que Sylvia fut placée dans un foyer spécial pour gens «différents». Elle fait la rencontre d'un compatriote psychique, Nick Deezy (Jeff Goldblum), un psycho métricien qui peut déterminer l'histoire des évènements entourant un objet en le touchant, à une étude sur les médiums. Sylvia n'a jamais eu de chance avec les hommes, et son comportement trop coquette et infantile rebute Nick au premier contact.
En rentrant à son appartement une nuit, Sylvia trouve Harry Buscafusco (Peter Falk) se prélassant dans sa cuisine. Celui-ci veut l'embaucher pour la somme de cinquante mille dollars si elle l'accompagne en Équateur où son fils a prétendument disparu. Sylvia recrute Nick, un peu réticent mais aussi désireux de quitter son poste de conservateur de musée où ses talents de médiums font qu'on le traite comme un numéro de cirque.
Une fois arrivés en Équateur, ils se rendent d'abord sur les lieux où le fils de Harry a été vu pour la dernière fois, mais les pouvoirs de Nick leur révèlent que Harry a quelque chose derrière la tête. Harry leur avoue que ce qu'il recherche en réalité est une cité d'or perdue dans les montagnes et que son dernier partenaire l'ayant découvert est devenu fou. Nick retourne à l'hôtel furieux suivie de Sylvia, honteuse d'avoir à nouveau été dupée par un homme.
À l'hôtel, Nick est attaqué par une femme qui tente de le droguer, puis le poignarder. Convaincu qu'il y a quelque chose d'important dans ce travail, et malgré le danger, il accepte de reprendre le chemin dans les montagnes à la recherche de la cité perdue. Le groupe fait un détour afin de rendre visite à l'ancien partenaire de Harry, réduit à l'état végétatif dans un l'hôpital. Quand Nick met la main sur lui, il reçoit une secousse d'énergie psychique énorme, l'ancien partenaire meurt immédiatement.
De façon inattendue, les trois sont pris à partie par Ingo Swedlin (Googy Gress), un autre voyant de leur groupe test. Les menaçant à la pointe d'un fusil, Sylvia se sert de Louise pour entrer en contact avec sa mère, depuis longtemps disparue, permettant au groupe de s'échapper. Ils poursuivent leur voyage, seulement pour être confronté une fois de plus par Ingo et le docteur Harrison Steele (Julian Sands), qui poignarde Harry dans le dos et le tue et prend les deux autres en otage afin de les obliger à leur indiquer la voie de cette ville présumé de l'or.
En arrivant, le groupe découvre une ancienne structure en forme de pyramide remplie de sculptures mystiques. Sylvia traduit les inscriptions sur la pyramide qui semblent révéler que l'emplacement fut construit par une ancienne race extraterrestre ayant intégré toute l'énergie psychique du monde dans cette pyramide. Grâce à la traduction fournie par Sylvia, Ingo tente de déchiffrer le secret de la canalisation d'énergie, mais Sylvia met la main sur la pyramide avant qu'il puisse, et permet aux forces dangereuses de circuler à travers elle. Elle tue leurs ravisseurs et manque de se tuer elle-même. Elle survit néanmoins mais perd définitivement le contact avec son guide spirituel Louise dans le processus.
Tous deux retournent à leur hôtel, meurtris mais reconnaissant d'avoir joué un rôle dans la libération d'une force dangereuse. Plus tard dans la nuit, ils sont de nouveau réunis dans la chambre de Sylvia afin de concrétiser leur romance. Avant qu'ils ne puissent faire l'amour, Sylvia se frappe la tête et révèle qu'un nouveau guide spirituel est de nouveau entré dans sa vie. Il n'est pas Louise, cependant, mais le fantôme de Harry.

## Fiche technique
- Titre français : Enquête en tête
- Titre original : Vibes
- Réalisation : Ken Kwapis
- Scénario : Lowell Ganz & Babaloo Mandel
- Musique : James Horner
- Photographie : John Bailey
- Montage : Carol Littleton
- Production : Deborah Blum & Tony Ganz
- Sociétés de production : Columbia Pictures Corporation & Imagine Entertainment
- Société de distribution : Columbia Pictures
- Pays de production :  États-Unis
- Langue : Anglais
- Format : Couleur - Dolby - 35 mm - 1.85:1
- Genre : Comédie, Aventures & Fantastique
- Durée : 99 min

## Distribution
- Jeff Goldblum (VF : Jean-Philippe Puymartin) : Nick Deezy
- Cyndi Lauper (VF : Marie-Christine Darah) : Sylvia Pickel
- Peter Falk (VF : Serge Sauvion) : Harry Buscafusco
- Julian Sands (VF : Edgar Givry) : Dr. Harrison Steele
- Googy Gress (VF : Alain Flick) : Ingo Swedlin
- Michael Lerner (VF : Claude Brosset) : Burt Wilder
- Elizabeth Peña : Consuelo
- Ramon Bieri : Eli Diamond
- Ronald G. Joseph (VF : Sady Rebbot) : Carl
- Hercules Vilchez : Juan
- Steve Buscemi (VF : Luq Hamet) : Fred
- Aharon Ipalé : Alejandro De La Vivar

## Réception
- Le film fut un échec critique et commercial lors de sa sortie en 1988, la plupart des critiques de la presse et de la télévision de l'époque lui donnant une note négative.